# Oekaki
 (septembre 2020).
Si vous disposez d'ouvrages ou d'articles de référence ou si vous connaissez des sites web de qualité traitant du thème abordé ici, merci de compléter l'article en donnant les références utiles à sa vérifiabilité et en les liant à la section « Notes et références ».

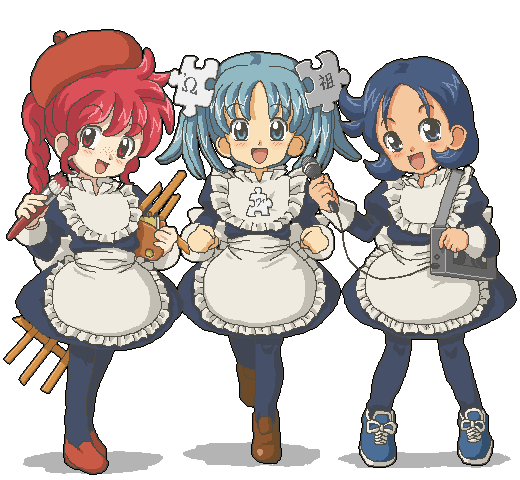
Un exemple d'oekaki.

Oekaki (お絵かき, お絵描き, お絵描 ou très rarement お絵書 et お絵書き) signifie à l'origine, en japonais, un croquis. 
Sur Internet, le terme désigne une image produite à l'aide d'un programme de dessin en ligne et postée directement sur un site web au sein d'un Bulletin board system (BBS), c'est-à-dire un système où les visiteurs peuvent échanger des messages autour d'un thème initial : ici, il s'agira en l'occurrence de l'image postée, qui se veut le point de départ d'une série de commentaires et d'échanges entre l'artiste et les visiteurs.

## Définition
Le programme de dessin, hébergé sur le serveur d'un site internet, est intégré dans un applet Java qui sera alors ouvert dans le navigateur du visiteur.
Le fonctionnement d'un applet oekaki peut-être résumé (et simplifié) comme suit :
1. Lancement de l'applet contenant le programme de dessin dans le navigateur du visiteur.
2. Réalisation d'une image à l'aide des différents outils disponibles (pinceau, couleurs, formes, gomme, etc.)
3. Envoi de l'image vers le site Internet hébergeant la board : Le dessin en cours est fusionné, compressé et enregistré le plus souvent sous la forme d'une image PNG 24bits.
4. L'image obtenue est intégrée dans un message, accompagnée de commentaires de l'artiste.
5. Le message est intégré dans un BBS (Bulletin Board System), qui permettra aux visiteurs de visionner l'image, lire le message de l'artiste et intervenir à leur tour pour commenter l'image.

## Fonctionnalités et caractéristiques techniques
Destinée à produire des images à basse résolution (Quelques centaines de pixels de côté en règle générale), L'interface Oekaki offre un certain nombre de fonctions graphiques de base (Tracer, choisir une couleur, effacer, mélanger), mais également des fonctions plus avancées émulant celles qui existent dans les logiciels de traitement d'image et de graphisme (Mode produit/multiplier, calques, brosses prédéfinies...).
Le dessin peut-être réalisé à l'aide d'une souris, d'un écran tactile, voire d'un pavé tactile, mais l'outil le plus adapté est sans conteste la tablette graphique.
L'une des particularités de l'oekaki, liée sans doute au caractère collaboratif du Bulletin board system qui va accueillir les images, est la possibilité d'enregistrer chaque action effectuée par l'applet, trait par trait, afin de constituer une animation qui présentera au visiteur les étapes de la réalisation du dessin.
Enfin, autre fonction notablement utile : la possibilité de « retoucher » une image, c'est-à-dire de la poster, puis de lui apporter des modifications ensuite. Cette fonction nécessite l'activation d'une animation ou d'un fichier de couches, afin de conserver les éléments constituant l'image en cours avant sa compression sous la forme d'une image « plate » au format PNG. La fonction « retoucher », malgré son nom qui évoque un travail plus ou moins terminé, sert en fait bien souvent à exécuter en plusieurs sessions un dessin particulièrement long ou complexe.

## Programmes d'Oekaki
Les programmes de dessin en ligne de type Oekaki les plus connus et actuellement les plus répandus sont : OekakiBBS, PaintBBS et Shipainter (Shi-painter pro également). Il existe toutefois d'autres programmes, achevés ou en développement, à la diffusion encore limitée, tels que PictureBBS, BBS Painter, ChibiPaint ou Lascaux Sketch.
OekakiBBS a été créé par « Poo ». C'est le logiciel Oekaki original : il possède les plus petites palettes et le moins de sons. Il comporte plus de mélanges de couleurs, permet de superposer plusieurs couches, de créer des animations et l'utilisation de masques. Malheureusement, ce logiciel devient obsolète car il est uniquement compatible avec le système virtuel Java de Microsoft et pas avec celui de Sun par exemple. 
PaintBBS est un logiciel simple créé par Shi-chan et qui a deux couches et un système de masques. Il possède beaucoup de palettes différentes qui peuvent être utilisées pour faire des effets. Sur la version 2.04, le logiciel détecte si l'ordinateur de l'utilisateur est en japonais ou en anglais et modifie le texte en conséquence. 
Shi-Painter et Shi-Painter Pro sont les derniers logiciels de Shi-chan, et deviennent de plus en plus populaires grâce à leurs fonctions très étendues mais ils doivent encore se développer en raison de l'obsolescence du logiciel BBS. 
Lascaux Sketch, programme utilisé par le site 2draw est sans doute l'un des logiciels Oekaki les plus avancés.

## Dimension culturelle
Le public des boards Oekaki est souvent varié mais il reste largement dominé par des visiteurs intéressés par la culture et l'animation japonaise. On peut l'expliquer par le fait que l'oekaki, venu du Japon a été à l'origine traditionnellement utilisé pour produire des illustrations représentant des personnages de manga ou de dessin animé.
L'aspect souvent caricatural ou simplifié des personnages s'accommode bien des fonctionnalités en apparence limitées de l'oekaki, et la possibilité d'échanger autour de l'image postée rassemble les « fans » d'une même communauté. À ce titre, l'oekaki pourrait apparaître comme une forme « d'outil de fandom », et ce particulièrement sur les sites d'artistes ou de fans japonais où il est extrêmement courant de voir une petite board oekaki, concentrée sur un thème bien précis (Une série ou des personnages). Il est toutefois probable que les premiers programmes n'aient pas étés conçus avec cet objectif d'utilisation précis.
L'intégration systématique de l'applet de dessin au sein du BBS, comme on l'a évoqué plus haut, donne à l'oekaki un caractère collectif, collaboratif et convivial qui est ce qui différencie le plus l'oekaki de ses « grands-frères », à savoir les programmes de création graphiques tels que Photoshop, Open Canvas, Painter, etc.
Bien au-delà de la question des fonctionnalités disponibles ou de celle de la résolution de l'image (sans objet pour les fans et les amateurs, dont les dessins ne sont le plus souvent pas destinés à être publiés), l'oekaki se démarque par le fait qu'à aucun moment on n'y travaille « seul ». On est membre d'une communauté, le temps passé à dessiner est chronométré, les étapes du dessin peuvent être rendues publiques, etc. : Là ou l'artiste qui réalise une illustration est seul avec son œuvre jusqu'à la confrontation avec le public, celui qui réalise un oekaki est à tout instant dans le giron de la communauté et produit de manière totalement « gratuite » (aussi bien financièrement que techniquement, du fait de la faible résolution qui rend les images en grande partie inexploitables) à la seule fin de partager et d'échanger.